# Колмаков, Павел Анатольевич
Павел Анатольевич Колмаков (род. 14 августа 1996 года, г.Усть-Каменогорск) — казахстанский фристайлист, бронзовый призёр чемпионата мира 2021 года в могуле.

## Биография
Павел Колмаков родился в 1996 году в Усть-Каменогорске, где и начал заниматься фристайлом. На юношеском чемпионате мира 2013 года завоевал бронзовую медаль.
На Олимпиаде-2014 в Сочи был 11-м в могуле.
5 февраля 2015 года Павел завоевал золото на Универсиаде-2015 с результатом 72,45 балла.
2 февраля 2017 года казахстанский спортсмен Павел Колмаков стал бронзовым призером соревнований в могуле на зимней Универсиаде-2017 в Алматы.
9 декабря 2017 года Колмаков стал обладателем бронзовой медали на первом Кубке мира по могулу в финском лыжном курорте Рука.
В 2021 году на домашнем чемпионате мира в Алма-Ате Павел впервые попал в число призёров, выиграв бронзовую медаль в могуле.